# Ghada Shouaa
Ghada Shouaa (in arabo غادة شعاع‎?; Mhardeh, 10 settembre 1973) è un'ex multiplista siriana.
La medaglia d'oro olimpica da lei conquistata nell'eptathlon ad Atlanta 1996 rappresenta la prima, e finora unica, medaglia d'oro conquistata dalla Siria ai Giochi olimpici. Della stessa specialità è stata anche campionessa mondiale a Göteborg 1995.

## Biografia
Oltre a quella di Atlanta, ha partecipato ad altre due edizioni dei Giochi olimpici: Barcellona 1992, dove chiuse 25ª, e Sydney 2000, dove si ritirò. Esordì nei campionati mondiali a Tokyo 1991, a diciott'anni non ancora compiuti, piazzandosi al 24º posto, mentre fu costretta al ritiro a Stoccarda 1993. Dopo aver vinto l'oro mondiale nel 1995, salì nuovamente sul podio a Siviglia 1999. Dal 2000 vive prevalentemente in Germania.

## Record nazionali

### Seniores
- 200 metri piani: 23"78 ( Götzis, 25 maggio 1996)
- 100 metri ostacoli: 13"72 ( Atlanta, 27 luglio 1996)
- Salto in alto: 1,87 m ( Götzis, 26 maggio 1996)
- Salto in lungo: 6,77 m ( Götzis, 26 maggio 1996)
- Getto del peso: 16,25 m ( Irbid, 12 agosto 1999)
- Lancio del giavellotto: 54,82 m ( Siviglia, 22 agosto 1999)
- Eptathlon: 6 942 p. ( Götzis, 26 maggio 1996)

## Palmarès
| Anno | Manifestazione          | Sede         | Evento         | Risultato | Prestazione | Note |
| ---- | ----------------------- | ------------ | -------------- | --------- | ----------- | ---- |
| 1991 | Mondiali                | Tokyo        | Eptathlon      | 24ª       | 5 066 p.    |      |
| 1991 | Campionati asiatici     | Kuala Lumpur | Eptathlon      | Argento   | 5 425 p.    |      |
| 1992 | Giochi olimpici         | Barcellona   | Eptathlon      | 25ª       | 5 278 p.    |      |
| 1993 | Giochi del Mediterraneo | Linguadoca   | Salto in lungo | 8ª        | 6,13 m      |      |
| 1993 | Giochi del Mediterraneo | Linguadoca   | Eptathlon      | Argento   | 6 168 p.    |      |
| 1993 | Mondiali                | Stoccarda    | Eptathlon      | dnf       | dnf         |      |
| 1993 | Campionati asiatici     | Manila       | Eptathlon      | Oro       | 6 259 p.    |      |
| 1994 | Giochi asiatici         | Hiroshima    | Eptathlon      | Oro       | 6 360 p.    |      |
| 1995 | Mondiali                | Göteborg     | Eptathlon      | Oro       | 6 651 p.    |      |
| 1996 | Giochi olimpici         | Atlanta      | Eptathlon      | Oro       | 6 780 p.    |      |
| 1999 | Mondiali                | Siviglia     | Eptathlon      | Bronzo    | 6 500 p.    |      |
| 2000 | Giochi olimpici         | Sydney       | Eptathlon      | dnf       | dnf         |      |

## Altre competizioni internazionali
1994
- Bronzo ai Goodwill Games ( San Pietroburgo), eptathlon - 6;361 p.

1995
- Oro all'Hypo-Meeting ( Götzis), eptathlon - 6;715 p.

1996
- Oro all'Hypo-Meeting ( Götzis), eptathlon - 6;942 p.